# Walter Hoeft
Walter Hoeft (* 29. Oktober 1906 in Fischerbabke (heute: Rybina); † 11. November 1939 bei Piaśnica) war römisch-katholischer Priester und ist Märtyrer der katholischen Kirche.

## Herkunft und Familie
Walter Hoeft trägt einen deutschen Namen, er wurde im Kaiserreich geboren. Seine Ausbildung erhielt er von 1921 bis 1933 in Polen. Als Priester war er sechs Jahre im Freistaat Danzig tätig. Von seiner Vorfahren von Vaters- und Mutterseite gilt er einerseits als "Danziger", andererseits als " Kaschube". Sein Vater war der Landbriefträger Eduard Höft († 1937), seine Mutter Anna geborene Lange. Seine Schwester Katharina (1909–2005) wurde Lehrerin und heiratete ihren Kollegen Antoni Turek (1907–1996), der von 1945 bis 1946 Stadtpräsident von Sopot war.

## Leben
Hoeft wuchs unter anderem in Danzig (heute: Gdańsk) auf, die Schule beendete er aber in Wejherowo. Bei der Gründung des Danziger Freistaats waren seine Eltern in das 1920 zu Polen gehörende Wejherowo (früher deutsch: Neustadt in Westpreußen) gezogen.
Er studierte am Priesterseminar von Pelplin und wurde am 17. Dezember 1932 zum Priester geweiht. Als Kaplan kam er 1933 an die Kirche Maria Meeresstern in Zoppot. Dort war er sehr beliebt und in einigen polnischen Vereinen und Jugendorganisationen tätig.
Im Jahr 1935 wurde er nach Prangenau (polnisch Pręgowo) bei Praust (Pruszcz Gdański) versetzt.
1937 war Hoeft Vikar an der Franziskus-Kirche in Schidlitz-Emaus (Gdańsk-Siedlce), bevor er 1938 an die Christ-König-Kirche in Danzig versetzt wurde. Seine priesterliche Arbeit musste er in diesen Jahren, durch Krankheit bedingt, einschränken. Seit 1937 war er auch Vorsitzender des Vereins Katholisches Gesellenhaus in Danzig.
Zu Beginn des Zweiten Weltkriegs hielt sich der Vikar bei seiner Familie in Wejherowo auf. Er meldete sich sofort als Kriegsfreiwilliger und Militärkaplan. Beim deutschen Überfall auf Polen wurde er gefangen genommen und kam in die Danziger Strafanstalt Schießstange. Am 10. November wurde er mit anderen politischen Gefangenen nach Wejherowo transportiert und am folgenden Tag im Totenwald von Piaśnica erschossen. Die Massaker von Piaśnica gelten als erste systematisch durchgeführte Mordaktion der Nationalsozialisten im deutsch besetzten Europa.

## Gedenken
In Sopot erinnert seit 1985 ein Denkmal an ihn, vier katholische Seelsorger, die in Konzentrationslagern umkamen und 69 weitere Bürger, die Opfer nationalsozialistischer Gewalttaten wurden. Auch eine Gedenktafel an der Marienkapelle in Söder bei Hildesheim nennt seinen Namen. Die katholische Kirche hat Vikar Walter Hoeft als Glaubenszeugen in das deutsche Martyrologium des 20. Jahrhunderts aufgenommen. Über ein Verfahren der Seligsprechung als Märtyrer ist noch nichts bekannt.